# John Holt
John Holt (Dundee, 21 de novembre de 1956) és un futbolista escocès que va jugar com defensa, el més prominent per Dundee United. Holt va jugar en el Dundee United a la dècada de 1980, entrant al primer equip el 1974 juntament amb David Narey i Andy Gray, i jugar al migcamp o la defensa per al club fins a 1987, quan va fitxar per Dunfermline.
Holt entrenà el Deveronvale i el Montrose. Va tornar al Dundee United a mitjan anys 1990, i va passar diversos anys en diferents rols d'entrenador fins que va marxar el 2003. Holt va ser un cercapromeses pel Celtic, i posteriorment, va tenir un rol acadèmic al Dundee United. El febrer de 2015 esdevingué entrenador assistent temporalment al Montrose. Signà un contracte per dos anys per entrenar permanentment al club. Holt passà a ser entrenador interí després que Paul Hegarty fos despatxat el novembre de 2016. Holt va deixar el club després que Stewart Petrie fos signat com a entrenador permanent el 4 de desembre de 2016.